# Günther Pöltner
Günther Pöltner (* 13. Juni 1942 in Wien) ist ein österreichischer Universitätsprofessor für Philosophie an der Universität Wien.

## Leben
Klavierstudium an der Akademie für Musik und darstellende Kunst in Wien (Abschluss 1962 mit Auszeichnung), Studium der Philosophie, Pädagogik und Geschichte an der Universität Wien (Promotion sub auspiciis 1967), Forschungsaufenthalt an der Universität Freiburg i. Br. 1972, Habilitation 1976, Professor für Philosophie an der Universität Wien 1981, Vorstand des Instituts für Philosophie an der Universität Wien (1983–1986), stellvertretender Vorstand des Instituts für Ethik und Recht in der Medizin der Universität Wien (1993–2003), Mitglied der Bioethikkommission beim Bundeskanzleramt (2001–2011, bis 2009 stellvertretender Vorsitzender).
Gastprofessuren an den Universitäten Münster (1989, 1994), Graz (1995, 1996), der Fernuniversität Hagen (2019). U. a. Forschungsaufenthalt (Einladung durch die Japan Society for the Promotion of Science 1993) und Vortragsreisen in Japan. Günther Pöltner ist Mitglied der Päpstlichen Akademie des hl. Thomas von Aquin, der Akademie für Ethik in der Medizin, der Europäischen Akademie der Wissenschaften und Künste.

## Publikationen (Auswahl)

### Monographien
- Zu einer Phänomenologie des Fragens. Ein fragend-fraglicher Versuch. Freiburg/Br.: Alber 1972.
- Schönheit. Eine Untersuchung zum Ursprung des Denkens bei Thomas von Aquin. Wien: Herder 1978. ISBN 3210245576
- Evolutionäre Vernunft. Eine Auseinandersetzung mit der Evolutionären Erkenntnistheorie. Stuttgart: Kohlhammer 1993 (= Urban TB 449). ISBN 3170122037
- Kant im Lichte gegenwärtiger Fragestellungen [japanisch]. Kyoto: Kyoto Shobo 1996.
- Grundkurs Medizin-Ethik. Wien: Facultas 2002, 2. Aufl. 2006 (= UTB Wissenschaft 2177). Jap. 2011. ISBN 9783850767965
- Philosophische Ästhetik. Stuttgart: Kohlhammer 2008. Poln. 2011. Jap. 2017. ISBN 9783170169760

### Beiträge
- Spezies, Identität, Kontinuität, Potentialität. Philosophisch-anthropologische Voraussetzungen einer Bioethik, in: Čović, A. / Hoffmann, Th.S. (Hg.): Integrative Bioethik. Beiträge des 1. Südosteuropäischen Bioethik-Forums, Mali Lošinj 2005. Sankt Augustin: Academia-Verlag 2007, 35–42. ISBN 9783896653727
- Menschennatur und Speziesismus, in: Rothhaar, M. / Hähnel, M. (Hg.): Normativität des Lebens – Normativität der Vernunft?, Berlin/Boston: De Gruyter 2015, 251–267. ISBN 9783110399820
- Die zeitliche Struktur der Leiblichkeit, in: Esterbauer, R. / Paletta, A. / Schmidt, Ph. / Duncan D. (Hg.): Bodytime. Leib und Zeit bei Burnout und in anderen Grenzerfahrungen, Freiburg/Br.: Alber 2016, 17–33. ISBN 3495488111
- Wer ist Mensch? in: Rothhaar, M. / Hähnel, M. / Kipke, R. (Hg): Der manipulierbare Embryo. Potentialitäts- und Speziesargumente auf dem Prüfstand, Münster: mentis 2018, 205–215. ISBN 3957431115
- Leibzeit – Lebenszeit, in: Esterbauer, R. / Paletta, A. / Meer, J. (Hg.): Der Leib und seine Zeit. Temporale Prozesse des Körpers und deren Dysregulationen im Burnout und bei anderen Leiberfahrungen, Freiburg/Br.: Alber 2019, 188–201. ISBN 3495489657